# Léon Louyet
Léon Louyet (Loos-en-Gohelle, 7 luglio 1906 – Charleroi, 19 marzo 1973) è stato un ciclista su strada belga.

## Carriera
Professionista dal 1931 al 1939, vinse il Giro del Belgio nel 1932, e vinse due tappe al Tour de France del 1933; fu inoltre terzo alla Parigi-Bruxelles del 1938.

## Palmarès

### Strada
- 1933

5a tappa Tour de France
16ª tappa Tour de France

## Piazzamenti

### Grandi Giri
- Tour de France

1933: 32°
- Vuelta a España

1935: ritirato

### Classiche monumento
- Milano-Sanremo

1935: 26°
- Parigi-Roubaix

1932: 62°
1933: 38°
1934: 35°
1934: 18°
1934: 18°
- Giro delle Fiandre

1932: 21°
1933: 6°
1939: 17°
- Liegi-Bastogne-Liegi

1939: 33°